# 瀧本寛
瀧本 寛（たきもと ゆたか、1962年〈昭和37年〉9月9日 - ）は、日本の文部科学官僚。

## 来歴
東京都出身。1986年（昭和61年）3月、早稲田大学政治経済学部を卒業したのち、同年4月、文部省に入省。
初等中等教育局中学校課課長補佐、学術国際局国際企画課専門員、初等中等教育局初等中等教育企画課教育制度改革室長、名古屋大学経理部長・財務部長、初等中等教育局特別支援教育課長、文部科学省大臣官房総務調整官（国会担当）、文部科学省大臣官房文教施設企画部施設助成課長、文部科学省大臣官房総務課長、文部科学省大臣官房審議官（初等中等教育局担当）、文部科学省大臣官房審議官（高等教育局担当）、文部科学省大臣官房総括審議官、省改革推進・コンプライアンス室長などを歴任。途中外務省などに出向し、経済協力開発機構日本政府代表部一等書記官、岐阜県教育委員会学校指導課長、千葉県教育委員会教育長などを務めた。
2019年（令和元年）7月、スポーツ庁次長に就任。
2020年（令和2年）7月、初等中等教育局長に就任。
2021年（令和3年）9月、大臣官房付に異動。
2021年（令和3年）12月、内閣官房教育未来創造会議担当室長に就任。
2023年（令和5年）3月、国立教育政策研究所所長に就任。2024年（令和6年）7月、辞職。

## 年譜
- 1986年（昭和61年）
  - 3月 - 早稲田大学政治経済学部卒業[5]
  - 4月 - 文部省入省[1]
  - 8月 - 体育局スポーツ課[1]
- 1988年（昭和63年）
  - 7月 - 体育局競技スポーツ課[1]
  - 8月 初等中等教育局高等学校課[1]
- 1990年（平成 2年） 4月 - 学術国際局留学生課[1]
- 1991年（平成 3年）11月 - 教育助成局地方課[1]
- 1993年（平成 5年） 8月 - 岐阜県教育委員会学校指導課長[1]
- 1996年（平成 8年） 4月 - 初等中等教育局中学校課課長補佐[1]
- 1997年（平成 9年） 9月 - 学術国際局国際企画課専門員[1]
- 1998年（平成10年）2月 - 経済協力開発機構日本政府代表部一等書記官[1]
- 2001年（平成13年）7月 - 初等中等教育局初等中等教育企画課教育制度改革室長[1]
- 2003年（平成15年）4月 - 名古屋大学経理部長[1]
- 2004年（平成16年）4月 - 名古屋大学財務部長[1]
- 2005年（平成17年）7月 - 初等中等教育局特別支援教育課長[1]
- 2007年（平成19年）7月 - 文部科学省大臣官房総務調整官（国会担当）[1]
- 2009年（平成21年）7月 - 文部科学省大臣官房文教施設企画部施設助成課長[1]
- 2012年（平成24年）7月 - 千葉県教育委員会教育長[1]
- 2015年（平成27年）8月 - 文部科学省大臣官房総務課長[1]
- 2016年（平成28年）6月 - 文部科学省大臣官房審議官（初等中等教育局担当）[1]
- 2017年（平成29年）7月 - 文部科学省大臣官房審議官（高等教育局担当）[1]
- 2018年（平成30年）10月 - 文部科学省大臣官房総括審議官[1]
- 2019年（令和元年） 4月 - 文部科学省大臣官房省改革推進・コンプライアンス室長
- 2019年（令和元年） 7月 - スポーツ庁次長[4]
- 2020年（令和 2年） 7月 - 初等中等教育局長[3]
- 2021年（令和 3年） 9月 - 文部科学省大臣官房付[6]
- 2021年（令和 3年）12月 - 内閣官房教育未来創造会議担当室長
- 2023年（令和 5年） 3月 - 文部科学省国立教育政策研究所長